# Serangodes strongylosomoides
Serangodes strongylosomoides är en mångfotingart som beskrevs av Carl Graf Attems 1898. Serangodes strongylosomoides ingår i släktet Serangodes och familjen orangeridubbelfotingar. Inga underarter finns listade i Catalogue of Life.